# Маунт Ејнџел (Орегон)
Маунт Ејнџел (енгл. Mount Angel) град је у америчкој савезној држави Орегон.

## Демографија
По попису из 2010. године број становника је 3.286, што је 165 (5,3%) становника више него 2000. године.
| Група             | 2000.         | 2010.         |
| Белци             | 2.107 (67,5%) | 2.318 (70,5%) |
| Афроамериканци    | 14 (0,4%)     | 16 (0,5%)     |
| Азијати           | 6 (0,2%)      | 17 (0,5%)     |
| Хиспаноамериканци | 869 (27,8%)   | 859 (26,1%)   |
| Укупно            | 3.121         | 3.286         |